# Xanthopimpla melanura
Xanthopimpla melanura là một loài tò vò trong họ Ichneumonidae.